# Al-Karak (Syrien)
Karak (arabisch الكرك, DMG al-Karak) oder auch Kerak ist eine Stadt im Distrikt Darʿā im Gouvernement Darʿā. Sie liegt auf einer Höhe von 657 Metern.
Nach dem Stand 2010 hat sie eine Bevölkerung von 8852 Einwohnern. Sie liegt 30 Kilometer nordöstlich von Dera, der Hauptstadt der Provinz, und etwa 11 Kilometer südwestlich von al-Hirak, einer der größten Städte des Bezirks Izraʿ der Provinz. Es ist eine der syrischen Siedlungen, die als Stadt eingestuft wurden, da sie begonnen hat, urbanisiert und überfüllt zu werden und ihren ländlichen Charakter nicht verloren hat.

## Geschichte
Karak ist nicht sehr alt. 

### Syrischer Aufstand 2011–2012
Karak, das während der Darʿā-Konflikte 2011–2013 Schauplatz verschiedener kleinerer Zusammenstöße war, spielte die größte Rolle bei den Angriffen unbekannter Gegner, die unter dem Namen „Angriffe auf die Stadt Daraa vom 20. April 2012“ stattfanden. Bei einem Bombenanschlag einer bewaffneten Gruppe nicht identifizierter Oppositionskräfte in der Nähe der Stadt wurden fünf Regierungssoldaten, die Baschar al-Assad unterstützen, getötet.